# Rennweg am Katschberg

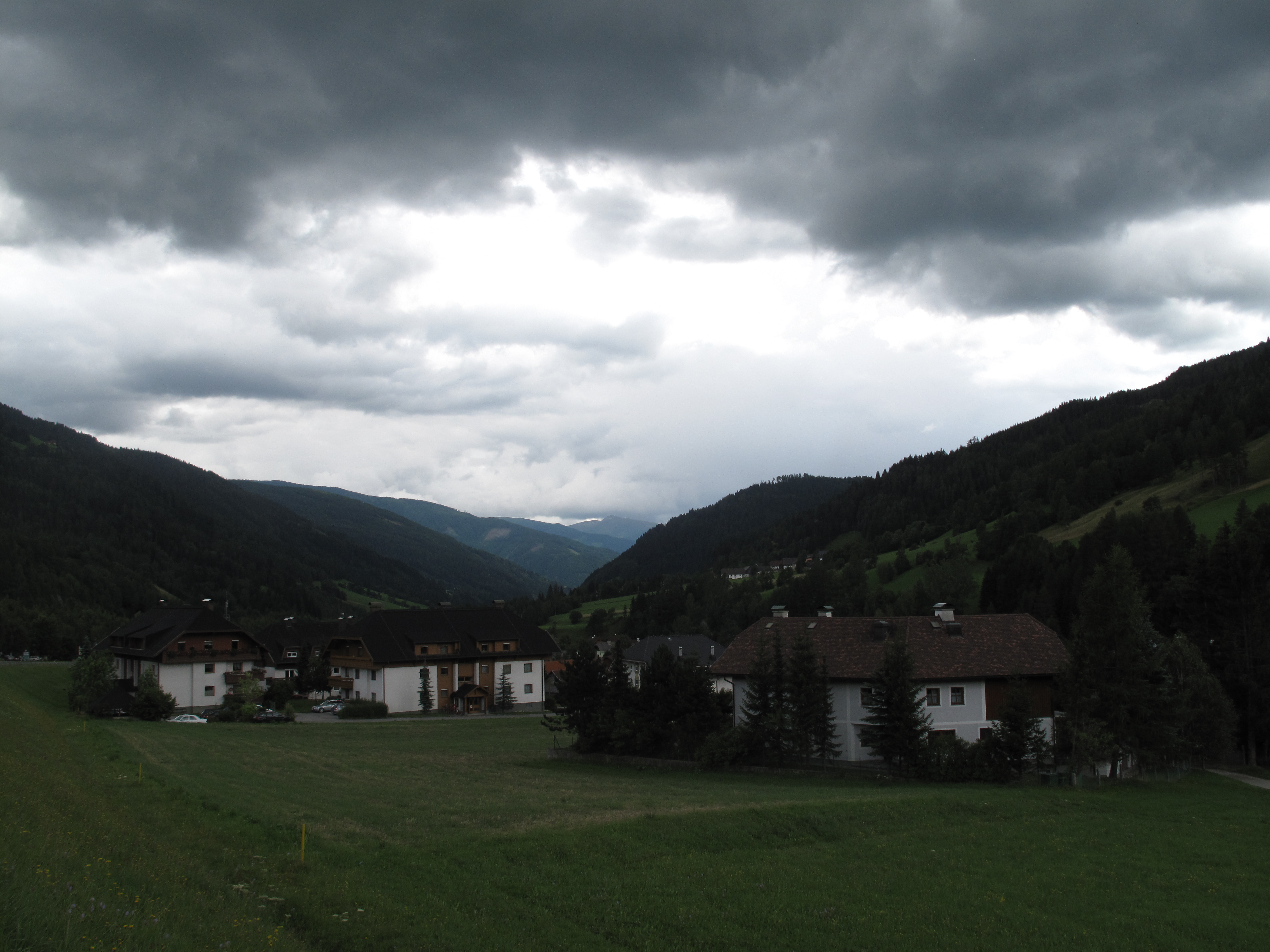
Rennweg, das Dorf

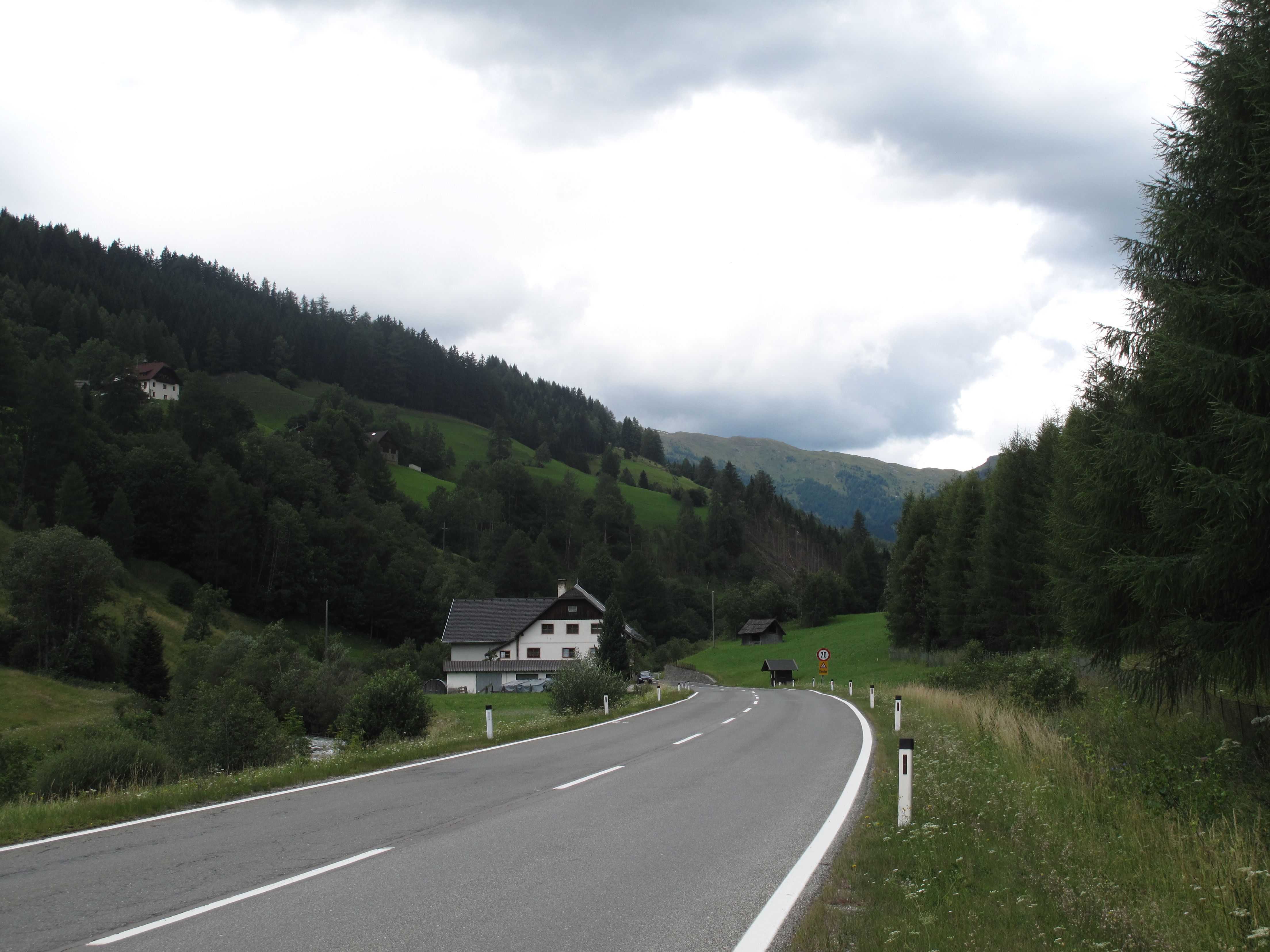
Zwischen Brugg und Kremsbrücke, Panorama

Rennweg am Katschberg ist eine Marktgemeinde mit 1678 Einwohnern (Stand 1. Jänner 2024) im Norden Kärntens in Österreich.

## Geographie
Die Marktgemeinde liegt im oberen Teil des Liesertals am Südportal des Katschbergtunnels und erstreckt sich vom Talgrund bis zum Hafnereck am Hauptkamm der Hohen Tauern. Als landschaftliche Bezeichnung für das gesamte Gemeindegebiet ist Katschtal üblich.

### Gemeindegliederung
Die Marktgemeinde ist in die drei Katastralgemeinden Rennweg, St. Peter und Oberdorf gegliedert. Die Einwohner der Gemeinde verteilen sich auf folgende 25 Ortschaften (in Klammern Einwohnerzahl Stand 1. Jänner 2024):
- Abwerzg (25)
- Adenberg (16)
- Angern (12)
- Aschbach (55)
- Atzensberg (58)
- Brugg (36)
- Frankenberg (98)
- Gries (161)
- Katschberghöhe (28)
- Krangl (168)
- Laußnitz (9)
- Mühlbach (41)
- Oberdorf (129)
- Pleschberg (18)
- Pölla (1)
- Pron (35)
- Rennweg (331)
- Ried (12)
- St. Georgen (101)
- St. Peter (213)
- Saraberg (25)
- Schlaipf (37)
- Steinwand (3)
- Wirnsberg (41)
- Zanaischg (25)

### Nachbargemeinden
Rennweg grenzt im Norden und Osten an vier Salzburger, im Süden an drei Kärntner Gemeinden:
| Muhr  | St. Michael im Lungau                       | St. Margarethen im Lungau |
|       | Kompassrose, die auf Nachbargemeinden zeigt | Thomatal                  |
| Malta | Gmünd in Kärnten                            | Krems in Kärnten          |

## Geschichte
Am südlichen Rand des heutigen Gemeindegebiets, zwischen den Ortschaften Ried und St. Nikolai, befand sich ab dem 12. Jahrhundert (erstmals 1197 urkundlich erwähnt) die Burg Rauchenkatsch, Stammsitz der Herren von Katsch. Ab dem Spätmittelalter war die Kirche St. Peter deren Begräbnisstätte. Das heutige Gemeindegebiet befand sich lange Zeit in Salzburger Besitz, einige der Herren von Katsch sind auch als Salzburger Richter und Pfleger von Rauchenkatsch bezeugt.
Am 4. Mai 1201 erschütterte ein starkes Erdbeben das Liesertal. Das Epizentrum wird nach neuesten Erkenntnissen zwischen St. Peter, Rennweg und Gmünd lokalisiert. Überliefert ist die Zerstörung der erzbischöflich-salzburgischen Katscher Burg. Schäden sind bis in das Drautal hinaus überliefert. Bei diesem Beben wurde auch die Burg Weißenstein zerstört.
Bei der Bildung der Ortsgemeinde im Jahr 1850 war das Gemeindegebiet größer als heute, denn schon 1868 wurden die ursprünglich zur Gemeinde Rennweg gehörigen Katastralgemeinden Reitern und St. Nikolai abgetrennt und an die Stadtgemeinde Gmünd angeschlossen. Seither hat sich die Gemeinde in ihrer Ausdehnung nicht mehr verändert.
1995 wurde das Innere Pöllatal  (Listeneintrag) vom Bundesland Kärnten zu einem Natura-2000-Schutzgebiet erklärt.
Am 1. Juli 2007 erfolgte nach dem Beschluss des Kärntner Landtages vom 10. Mai 2007 die Erhebung zur Marktgemeinde.

## Bevölkerung
Zum Zeitpunkt der Volkszählung 2001 hatte Rennweg 2025 Einwohner, davon waren 98,3 % österreichische Staatsbürger. 95,7 % der Bevölkerung bekannten sich zur römisch-katholischen und 2,4 % zur evangelischen Kirche, 1,2 % waren ohne religiöses Bekenntnis.

### Bevölkerungsentwicklung

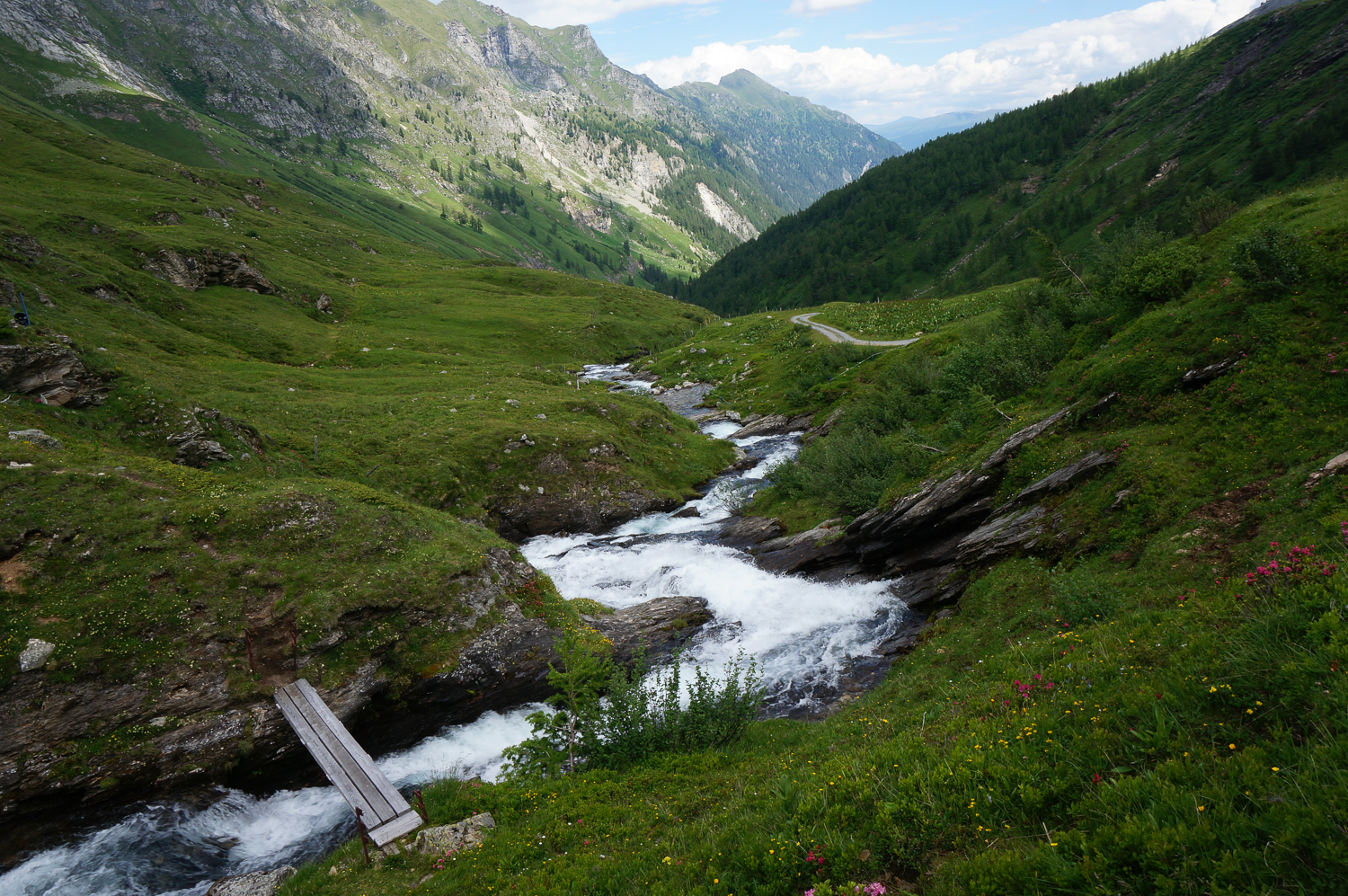
Naturschutzgebiet Inneres Pöllatal

| Rennweg am Katschberg: Einwohnerzahlen von 1869 bis 2024 | Rennweg am Katschberg: Einwohnerzahlen von 1869 bis 2024 | Rennweg am Katschberg: Einwohnerzahlen von 1869 bis 2024 | Rennweg am Katschberg: Einwohnerzahlen von 1869 bis 2024 | Rennweg am Katschberg: Einwohnerzahlen von 1869 bis 2024 |
| -------------------------------------------------------- | -------------------------------------------------------- | -------------------------------------------------------- | -------------------------------------------------------- | -------------------------------------------------------- |
| Jahr                                                     |                                                          |                                                          |                                                          | Einwohner                                                |
| 1869                                                     | 1869                                                     |                                                          | 1.513                                                    | 1.513                                                    |
| 1880                                                     | 1880                                                     |                                                          | 1.533                                                    | 1.533                                                    |
| 1890                                                     | 1890                                                     |                                                          | 1.466                                                    | 1.466                                                    |
| 1900                                                     | 1900                                                     |                                                          | 1.339                                                    | 1.339                                                    |
| 1910                                                     | 1910                                                     |                                                          | 1.371                                                    | 1.371                                                    |
| 1923                                                     | 1923                                                     |                                                          | 1.401                                                    | 1.401                                                    |
| 1934                                                     | 1934                                                     |                                                          | 1.453                                                    | 1.453                                                    |
| 1939                                                     | 1939                                                     |                                                          | 1.449                                                    | 1.449                                                    |
| 1951                                                     | 1951                                                     |                                                          | 1.637                                                    | 1.637                                                    |
| 1961                                                     | 1961                                                     |                                                          | 1.692                                                    | 1.692                                                    |
| 1971                                                     | 1971                                                     |                                                          | 1.781                                                    | 1.781                                                    |
| 1981                                                     | 1981                                                     |                                                          | 1.924                                                    | 1.924                                                    |
| 1991                                                     | 1991                                                     |                                                          | 2.013                                                    | 2.013                                                    |
| 2001                                                     | 2001                                                     |                                                          | 2.025                                                    | 2.025                                                    |
| 2011                                                     | 2011                                                     |                                                          | 1.829                                                    | 1.829                                                    |
| 2021                                                     | 2021                                                     |                                                          | 1.741                                                    | 1.741                                                    |
| 2024                                                     | 2024                                                     |                                                          | 1.678                                                    | 1.678                                                    |
| Quelle(n): Statistik Austria, Gebietsstand 1.1.2021      |                                                          |                                                          |                                                          |                                                          |

## Kultur und Sehenswürdigkeiten
- Die Pfarrkirche St. Peter im Katschtal in der Ortschaft St. Peter wurde urkundlich zwischen 1184 und 1197 erstmals erwähnt[7]. Nach einem Brand im Jahr 1642 wurde der wesentliche Teil des heutigen Baus errichtet, Teile eines Vorgängerbaus wurden im südlichen Teil des Langhauses gefunden.[8] Der Altar gehört zu den reichsten und prächtigsten Barockaltären Kärntens.[9]
- Die Kirche St. Georgen in der Ortschaft St. Georgen wurde als Filialkirche von St. Peter im Jahr 1351 erstmals erwähnt. Im Jahr 1778 wurde die Kirche weil kurz vor dem Einsturz stehend und arg verschricket abgerissen und neu erbaut. Bei einem großen Dorfbrand wurde 1861 der Turm zerstört und ab 1892 wieder aufgebaut. Das Altarbild zeigt den hl. Georg als Drachentöter und wurde vom Katschtaler Künstler Josef Meßner geschaffen.
- Pocherhaus in Oberdorf.
- Naturschutzgebiet Inneres Pöllatal.

### Ortsbildgestaltung
2011 wurde Rennweg von der Entente Florale Europe zum „Schönsten Blumendorf Europas“ gekürt.
| Die Ortschaften der Gemeinde waren und sind stark landwirtschaftlich geprägt. In den letzten Jahrzehnten spielt auch der Tourismus, sowohl im Sommer als auch im Winter, eine immer wichtigere Rolle. Die Gemeinde hat im Jahresschnitt 440.000 Übernachtungen mit 60.000 in den Monaten Jänner, Feber, Juli und August (Stand 2019). | Hier fehlt eine Grafik, die leider im Moment aus technischen Gründen nicht angezeigt werden kann. Wir arbeiten daran! |

| Wirtschaftssektor            | Anzahl Betriebe | Anzahl Betriebe | Anzahl Betriebe | Erwerbstätige | Erwerbstätige | Erwerbstätige |
| Wirtschaftssektor            | 2021            | 2011            | 2001            | 2021          | 2011          | 2001          |
| ---------------------------- | --------------- | --------------- | --------------- | ------------- | ------------- | ------------- |
| Land- und Forstwirtschaft 1) | 75              | 199             | 216             | 133           | 115           | 82            |
| Produktion                   | 25              | 17              | 14              | 59            | 65            | 44            |
| Dienstleistung               | 112             | 94              | 62              | 552           | 350           | 258           |

1) Betriebe mit Fläche in den Jahren 2010 und 1999, Arbeitsstätten im Jahr 2021

### Verkehr
Durch das Gemeindegebiet führt die Tauernautobahn A 10, die durch den Katschbergtunnel, dessen Südportal im Gemeindegebiet liegt, die Bundesländer Kärnten und Salzburg verbindet. Über den Katschberg führt die Katschberg Straße B 99 nach Norden über den Lungau in Richtung Bischofshofen, in Richtung Süden verläuft sie über Gmünd nach Spittal an der Drau weitgehend parallel zur Tauernautobahn.

## Politik

### Gemeinderat und Bürgermeister
Der Gemeinderat von Rennweg hat 15 Mitglieder.
- Mit der Gemeinderatswahl 2015 hatte er folgende Zusammensetzung: 6 SPÖ, 6 ÖVP, 3 FPÖ[15]
- Seit der Gemeinderatswahl 2021 hat er folgende Zusammensetzung: 5 SPÖ, 8 ÖVP, 2 FPÖ[16]

Direkt gewählter Bürgermeister der Gemeinde waren:
- 2000 bis 2021 Franz Eder (SPÖ)[17]
- seit 2021 Franz Aschbacher (ÖVP)[18]

### Wappen
Das Motiv des Rennweger Wappens hat seinen Ursprung im Siegel der Herren von Katsch und symbolisiert einen Treuebund in Form eines Handschlags. Der älteste erhaltene, wenn auch beschädigte Nachweis dieses Siegels findet sich an der Stiftungsurkunde für den Marienaltar in der Kirche von Malta, die Albrecht von Katsch am 1. Februar 1349 ausstellte.
Die Gemeinde erhielt am 30. September 1960 die Berechtigung zur Führung eines Wappens und einer Flagge mit folgender Beschreibung:
„Als Wappen: Silberner Dreieckschild mit zwei gewinkelten, grün bekleideten, einander den Handschlag reichenden Armen. Als Flagge die Farben grün-weiß mit eingearbeitetem Wappen.“

## Persönlichkeiten

### Ehrenbürger
- 2020: Franz Eder, Bürgermeister von Rennweg am Katschberg[21]

### Söhne und Töchter der Gemeinde
- Josef Messner (1837–1886), Bildhauer und Maler
- Johann Peitler (1838–1917), Landwirt und Politiker, Mitglied des Abgeordnetenhauses 1894–1897[22]
- Rotrudis Tuppinger (1907–1944), Steyler Missionsschwester und Märtyrin
- Hubert Pirker (* 1948), Erziehungswissenschaftler, Lobbyist und Politiker (ÖVP), Mitglied des Europäischen Parlaments  1996–2004, 2006–2009, 2011–2014
- Peter Wirnsberger (1968–1992), Skirennläufer